# A Dallas Stars játékosainak top 10-es listája
A National Hockey League-ben szereplő Dallas Stars játékosainak top 10-es listája. (Ez a lista nem tartalmazza a jogelőd csapatokban elért eredményeket)

## Mezőnyjátékosok (alapszakasz)

### Mérkőzések száma
1. Jamie Benn 1143
2. Mike Modano 1142
3. Jere Lehtinen 875
4. Szergej Zubov 839
5. Brenden Morrow 835
6. Trevor Daley 756
7. Derian Hatcher 717
8. Darryl Sydor 714
9. Stéphane Robidas 704
10. Richard Matvichuk 680

### Gólok
1. Mike Modano 434
2. Jamie Benn 281
3. Brenden Morrow 243
4. Jere Lehtinen 243
5. Tyler Seguin 206
6. Joe Nieuwendyk 178
7. Loui Eriksson 150
8. Mike Ribeiro 123
9. Szergej Zubov 111
10. Jamie Langenbrunner 95
11. Brett Hull 95

### Asszisztok
1. Mike Modano 616
2. Szergej Zubov 438
3. Jamie Benn 368
4. Brenden Morrow 285
5. Mike Ribeiro 284
6. Jere Lehtinen 271
7. Darryl Sydor 265
8. Tyler Seguin 258
9. Loui Eriksson 207
10. John Klingberg 207

### Pontok
1. Mike Modano 1050
2. Jamie Benn 649
3. Szergej Zubov 549
4. Brenden Morrow 528
5. Jere Lehtinen 514
6. Tyler Seguin 464
7. Mike Ribeiro 407
8. Loui Eriksson 357
9. Joe Nieuwendyk 340
10. Darryl Sydor 334

### Büntetés percek
1. Brenden Morrow 1203
2. Steve Ott 1170
3. Derian Hatcher 1114
4. Antoine Roussel 806
5. Shane Churla 687
6. Mike Modano 665
7. Stéphane Robidas 610
8. Krys Barch 578
9. Jamie Benn 560
10. Richard Matvichuk 558

### +/- mutató
1. Jere Lehtinen +176
2. Mike Modano +139
3. Derian Hatcher + 108
4. Szergej Zubov +103
5. Brenden Morrow +102
6. Darryl Sydor +82
7. Philippe Boucher +72
8. Richard Matvichuk +53
9. Jamie Benn +51
10. John Klingberg +45

### Emberelőnyös gólok
1. Mike Modano 121
2. Brenden Morrow 79
3. Jere Lehtinen 77
4. Jamie Benn 74
5. Tyler Seguin 65
6. Joe Nieuwendyk 63
7. Szergej Zubov 60
8. Mike Ribeiro 37
9. Brett Hull 37
10. Loui Eriksson 36

### Emberelőnyös pontok (G+A)
1. Mike Modano 373
2. Szergej Zubov 296
3. Darryl Sydor 184
4. Jamie Benn 169
5. Tyler Seguin 159
6. Jere Lehtinen 144
7. Brenden Morrow 143
8. Mike Ribeiro 142
9. Joe Nieuwendyk 131
10. John Klingberg 94

### Emberhátrányos gólok
1. Mike Modano 29
2. Jamie Benn 12
3. Jere Lehtinen 9
4. Brenden Morrow 8
5. Loui Eriksson 7
6. Niklas Hagman 6
7. Cody Eakin 6
8. Jamie Langenbrunner 5
9. Brent Gilchrist 5
10. Guy Carbonneau 5
11. Mike Keane 5

### Emberhátrányos pontok (G+A)
1. Mike Modano 47
2. Jamie Benn 23
3. Jere Lehtinen 21
4. Brenden Morrow 13
5. Szergej Zubov 12
6. Steve Ott 11
7. Loui Eriksson 11
8. Vernon Fiddler 10
9. Niklas Hagman 9
10. Stu Barnes 9
11. Derian Hatcher 9

### Győztes gólok
1. Mike Modano 73
2. Brenden Morrow 43
3. Jamie Benn 43
4. Tyler Seguin 37
5. Jere Lehtinen 37
6. Joe Nieuwendyk 35
7. Jamie Langenbrunner 23
8. Brett Hull 22
9. Loui Eriksson 20
10. Szergej Zubov 20

### Győztes gólok (hosszabbítás)
1. Mike Modano 9
2. Loui Eriksson 6
3. Jamie Benn 5
4. Tyler Seguin 5
5. John Klingberg 4
6. Mike Ribeiro 4
7. Alekszandr Ragyulov 3
8. Richard Matvichuk 3
9. Trevor Daley 3
10. Jere Lehtinen 3
11. Brenden Morrow 3
12. Szergej Zubov 3

### Kapura lövések száma
1. Mike Modano 3227
2. Jere Lehtinen 2101
3. Jamie Benn 2082
4. Tyler Seguin 1822
5. Szergej Zubov 1694
6. Brenden Morrow 1562
7. Darryl Sydor 1232
8. Joe Nieuwendyk 1104
9. Derian Hatcher 1083
10. Loui Eriksson 1060

## Kapusok (alapszakasz)

### Mérkőzések száma
1. Marty Turco 509
2. Kari Lehtonen 445
3. Ed Belfour 307
4. Andy Moog 175
5. Ben Bishop 99
6. Darcy Wakaluk 88
7. Antti Niemi 85
8. Roman Turek 55
9. Mike Smith 44
10. Ron Tugnutt 42

### Győzelmek száma
1. Marty Turco 262
2. Kari Lehtonen 216
3. Ed Belfour 160
4. Andy Moog 75
5. Ben Bishop 53
6. Antti Niemi 37
7. Darcy Wakaluk 31
8. Roman Turek 30
9. Mike Smith 24
10. Ron Tugnutt 18

### Vereségek száma
1. Marty Turco 154
2. Kari Lehtonen 150
3. Ed Belfour 95
4. Andy Moog 64
5. Darcy Wakaluk 33
6. Ben Bishop 32
7. Antti Niemi 25
8. Anton Valerjevics Hudobin 17
9. Ron Tugnutt 17
10. Mike Smith 14
11. Roman Turek 14

### Döntetlenek száma
1. Ed Belfour 44
2. Marty Turco 26
3. Andy Moog 26
4. Darcy Wakaluk 11
5. Ron Tugnutt 5
6. Roman Turek 4
7. Manny Fernandez 4
8. Artūrs Irbe 3
9. Allan Bester 1
10. Mike Torchia 1

### Hosszabbításos vereségek száma
1. Kari Lehtonen 50
2. Marty Turco 37
3. Antti Niemi 11
4. Ben Bishop 7
5. Anton Hhudobin 5
6. Alex Auld 3
7. Mike Smith 2
8. Tobias Stephan 2
9. Richard Bachman 1
10. Johan Hedberg 1
11. Tim Thomas 1
12. Cristopher Nihlstorp 1

### Kapott lövések száma
1. Kari Lehtonen 12558
2. Marty Turco 12538
3. Ed Belfour 7245
4. Andy Moog 4677
5. Ben Bishop 2760
6. Darcy Wakaluk 2294
7. Antti Niemi 2126
8. Anton Hudobin 1232
9. Roman Turek 1187
10. Mike Smith 1021

### Védések száma
1. Kari Lehtonen 11445
2. Marty Turco 11420
3. Ed Belfour 6592
4. Andy Moog 4226
5. Ben Bishop 2553
6. Darcy Wakaluk 2060
7. Antti Niemi 1913
8. Anton Hudobin 1137
9. Roman Turek 1081
10. Mike Smith 928

### Kapott gólok száma
1. Marty Turco 1118
2. Kari Lehtonen 1103
3. Ed Belfour 653
4. Andy Moog 451
5. Darcy Wakaluk 234
6. Antti Niemi 213
7. Ben Bishop 207
8. Roman Turek 106
9. Anton Hudobin 95
10. Mike Smith 93

### Shut Out-ok száma
1. Marty Turco 40
2. Ed Belfour 27
3. Kari Lehtonen 24
4. Ben Bishop 12
5. Andy Moog 8
6. Darcy Wakaluk 6
7. Ron Tugnutt 5
8. Mike Smith 5
9. Antti Niemi 3
10. Artūrs Irbe 3

### Pontok száma
1. Kari Lehtonen 23
2. Marty Turco 22
3. Ed Belfour 9
4. Ben Bishop 3
5. Andy Moog 3
6. Antti Niemi 2
7. Darcy Wakaluk 2
8. Alex Auld 2
9. Johan Hedberg 2
10. Manny Fernandez 2
11. Artūrs Irbe 2